# Cilioeme
Cilioeme is een kevergeslacht uit de familie van de boktorren (Cerambycidae). De wetenschappelijke naam van het geslacht werd voor het eerst geldig gepubliceerd in 2006 door Adlbauer.

## Soorten
Cilioeme is monotypisch en omvat slechts de volgende soort:
- Cilioeme tibialis Adlbauer, 2006